# Katalin Kovács
Katalin Kovács (ur. 29 lutego 1976 w Budapeszcie) – węgierska kajakarka. Wielokrotna medalistka olimpijska.
Na igrzyskach zdobyła cztery medale, po dwa w Sydney i Atenach. W Australii wywalczyła dwa srebrne medale, cztery lata później po jednym złotym oraz srebrnym. Startuje we wszystkich osadach, obecnie najczęściej pływa w parze z Natasą Janics. Wielokrotnie stawała na podium mistrzostw świata, a w 2006 zdominowała imprezę sięgając po sześć złotych krążków (wspólnie z Janics). Jest aktualną mistrzynią świata w jedynce.

## Starty olimpijskie (medale)
Sydney 2000
- K-2 500 m -  srebro
- K-4 500 m -  srebro

Ateny 2004
- K-2 500 m -  złoto
- K-4 500 m -  srebro

Pekin 2008
- K-4 500 m -  srebro
- K-2 500 m -  złoto